# Франкофонте
Франкофонте (итал. Francofonte) је насеље у Италији у округу Сиракуза, региону Сицилија.
Према процени из 2011. у насељу је живело 12635 становника. Насеље се налази на надморској висини од 300 м.

## Становништво
Према резултатима пописа становништва 2011. у општини је живело 12.923 становника.
| 1936.  | 1951.  | 1961.  | 1971.  | 1981.  | 1991.  | 2001.  | 2011.  |
| ------ | ------ | ------ | ------ | ------ | ------ | ------ | ------ |
| 12.089 | 14.792 | 15.861 | 14.246 | 14.234 | 14.815 | 12.949 | 12.923 |